# Unleash the Dragon
Unleash the Dragon è il primo album in studio da solista del cantante statunitense Sisqó, pubblicato il 30 novembre 1999 dalla Def Soul.

## Tracce
1. Unleash the Dragon (feat. Beanie Sigel) – 3:53 (Mark "Sisqó" Andrews, Dwight "Beanie Sigel" Grant, One Up Entertainment)
2. Got to Get It (feat. Make It Hot) – 2:54 (Mark Andrews, Al West, Marquis Collins; James Travis)
3. Is Love Enough (feat. LovHer) – 4:33 (Mark Andrews, Warryn Campbell, Donald "DeVante Swing" DeGrate, Raymond E. Jones, Robert Jones)
4. 2nite (Interlude) – 1:21 (Tamir "Nokio The N-Tity" Ruffin)
5. How Can I Love U 2nite – 5:08 (Tamir Ruffin, Phil Weatherspoon, Case Woodard)
6. Your Love Is Incredible – 4:10 (Mark Andrews, Vito Colapietro, Neely Dinkins, Noah Porter)
7. So Sexual – 3:58 (Mark Andrews, Nathan "N8" Walton, Kiehl Owens, Tavia Ivey, Kenneth "Babyface" Edmonds)
8. Thong Song – 4:16 (Mark Andrews, Tim Kelley, Bob Robinson, Robi "Draco" Rosa, Desmond Child)
9. Incomplete – 4:34 (Montell Jordan, Anthony "Shep" Crawford)
10. Addicted – 4:48 (Mark Andrews, Al West)
11. Dru World Order (Interlude) – 1:20 (Mark Andrews, Tamir Ruffin, James "Woody" Green, Larry "Jazz" Anthony)
12. Dru Hill – Enchantment Passing Through – 5:43 (Elton John, Tim Rice)
13. Dru Hill – You Are Everything (feat. Ja Rule) (Remix) – 4:16 (Mark Andrews, Rick Cousin)

## Classifiche

### Classifiche settimanali
| Classifica (2000) | Posizione massima |
| ----------------- | ----------------- |
| Australia         | 28                |
| Belgio (Fiandre)  | 26                |
| Belgio (Vallonia) | 41                |
| Canada            | 8                 |
| Francia           | 27                |
| Germania          | 54                |
| Irlanda           | 75                |
| Norvegia          | 19                |
| Nuova Zelanda     | 23                |
| Paesi Bassi       | 9                 |
| Regno Unito       | 15                |
| Stati Uniti       | 2                 |
| Svezia            | 45                |
| Svizzera          | 36                |

### Classifiche di fine anno
| Classifica (2000) | Posizione |
| ----------------- | --------- |
| Paesi Bassi       | 85        |
| Regno Unito       | 71        |
| Stati Uniti       | 12        |